# Бабушкин внук
«Бабушкин внук» — советский семейный фильм, снятый в 1979 году Адольфом Бергункером.

## Сюжет
Герои фильма — ленинградские школьники. Давид Калошан — армянский мальчик, семья которого переехала в Ленинград из Еревана. Он переходит в новую школу и начинает дружить с одноклассницей Светой Алёшкиной, которую в классе прозвали Алёшкой. Она сама не так давно перешла в эту школу.
Мама Алёшкиной нашла другого мужчину и ушла из семьи. Девочка очень переживает и скучает по ней. Отец не может простить жене измену и вычёркивает её из жизни. Он работает допоздна, поэтому девочка сама справляется со всей домашней работой. В классе Свету не любят и считают чужой, но она бойкая и не по возрасту умная и рассудительная.
Общаясь с Алёшкой, Давид не всегда понимает, что движет его подругой. Однажды она зовёт его в гости в свой «настоящий» дом, но не осмеливается позвонить в дверь и уходит. Позже Света приглашает Давида на каток. Однако, он неуверенно держится на льду, тонкий лёд хрустит, и нога уходит по колено в воду. Алёшка достает ботинок и ведёт Давида к себе домой. Она показывает ему альбом с фотографиями, которые обрезаны наполовину, показывает стихи, посвящённые маме. Прежде чем дать тетрадку со стихами, она берёт с Давида клятву, что тот никому о них не расскажет. Отец, внезапно пришедший с работы, находит коньки и спускает в мусоропровод. Алёшка горько плачет на плече Давида.
Из-за Алёшки Давид рвёт отношения со всем классом. Через пару дней после произошедшего в доме Алёшки, одноклассники, сидя в столовой, придумывают, как посмеяться над Давидом и Алёшкой. Один из них присаживается к Давиду и приглашает на день рождения, но не говорит, у кого именно праздник. Говорит только, что встреча в шесть вечера возле школы. Алёшка прогоняет одноклассника, и Давид ссорится с ней. Давид встречается с одноклассником и узнаёт, что день рождения у отличника Лёни, которого он ненавидит. Одноклассник насильно тащит Давида на день рождения.
У Лёни в доме собрался весь класс. Ребята спрашивают, почему нет Алёшки, и просят Давида потанцевать или что-нибудь спеть. Тот признаётся, что не умеет этого делать, но начинает читать стихи, которые видел в тетрадке Алёшки. Одноклассники узнают у него, кто их автор.
На следующий день после урока одноклассники начинают глумиться над Светой, рассказав ей, кто раскрыл её тайну.
Алёшка не хочет больше учиться в этом классе. Она не может простить Давиду предательства. Он выбегает на тонкий лёд, прыгает по нему и проваливается в ледяную воду, но его спасают.
Учительница признаётся, что тоже виновата, так как вовремя не увидела проблем в классе, и призывает детей задуматься над случившимся.
Фильм заканчивается примирением Калошана и Алёшкиной с классом.

## В ролях
- Грачья Мхитарян — Давид Калошан

Кадр из фильма

- Надежда Шульженко — Света Алёшкина («Алёшка»)
- Армен Джигарханян — Геворк Аршакович Калошан, папа Давида
- Нина Тер-Осипян — Марго, бабушка Давида
- Виолетта Геворкян — Асмик, мама Давида
- Гоарина Хачикян — Джульетта, сестра Давида
- Борис Бирман — Лёня
- Марина Бугакова — Оля
- Саша Гроховский — Зайчиков
- Наталья Четверикова — Нина Ивановна, классный руководитель
- Николай Волков — Борис Васильевич, учитель физики
- Валерий Дегтярь — жених Джульетты
- Ефим Каменецкий — Константин Николаевич, отец «Алёшки»
- Марина Трегубович — Марина
- Олег Хроменков — «Бармалей»
- Любовь Малиновская — Алевтина
- Марина Юрасова — соседка

## Съёмочная группа
- Сценарий: Эдуард Акопов
- Режиссёр: Адольф Бергункер
- Оператор: Олег Куховаренко
- Композитор: Владислав Кладницкий
- Художник: Игорь Вускович